# كفر قرع
كفر قرع (بالعبرية: כַּפְר קַרִע)، هي مدينة عربيّة تقع شمالي فلسطين المحتلة، تقع حاليًا في منطقة المثلث الشمالي على الطريق السريع 65 في منطقة حيفا بإسرائيل. وتحديدًا على الحافة الشمالية الغربية لوادي عارة. تتبع إداريًّا لمنطقة حيفا، حيث تبعد عن حيفا حوالي 50كم إلى الجنوب الشرقي وعن مدينة القدس 115كم. يبلغ عدد سكانها نحو 20,281 نسمة حسب تقديرات عام 2023، ومساحة أراضيها 	7,810 دونمًا. تُعتبر كفر قرع مركزًا تجاريًّا هامًّا لسكان وادي عارة.

## التسمية
كَفْرُ قَرْع؛ هي تسمية مُكوّنة من كلمتين: «كَفْر» بمعنى القرية، و«قَرْع» هو جنسُ نباتات زراعية من الفصيلة القرعيّة، شكله مدبب وأصفر اللون، يُشبه البطيخ في تكويره منه أنواعٌ تُزرع لثمارها وأصناف تُزرع للتزيين، واحدته قَرْعة وأكثر ما تسمِّيه العربُ «الدُّبَّاء» وكان يُكثر من زراعته فاشتهرت القرية به.

## التاريخ
يعود تاريخ قرية كفر قرع الحالية لحوالي 300 عام، كقرية صغيرة اعتاش أهلها على الزراعة. هناك رواية تعود إلى القرن السابع عشر بأن كفر قرع كانت خربة صغيرة تقع في منطقة قلقيلية بجوار خربة كفر ثلث وبعد نزاع بين الخربتين انتقل أهالي كفر قرع للعيش في موقع القرية الحالي.

### الانتداب البريطاني
في ثورة فلسطين الكبرى الممتدة بين عامي 1936م و 1939م كانت كفر قرع قرية نشطة، حيث تشكّل من أبنائها فصيل بقيادة «ياسين الأسمر القبق»، والذي عمل في منطقة قيادة يوسف أبو درة، والتي شملت منطقة جنوب حيفا ومنطقة الروحة ووادي عارة وجنين. تعرض هذا الفصيل لنكسة شديدة عام 1938 حينما استشهد معظم أعضائه في عملية تطويق قامت بها القوات البريطانية قرب قرية رمانة في قضاء جنين. وقد اعتقل قائد الفصيل ونائبه «حسن شبلي».
كانت كفر قرع محط اهتمام كبير من رجال المستوطنات اليهودية المجاورة ونشطاء المؤسسات التابعة للوكالة اليهودية في المنطقة. بسبب كونها القرية الثانية كبرًا بعد صبارين في منطقة الروحة من حيث عدد السكان. وبحكم امتلاك شركة «بيكا» الصهيونية لقسم من أراضيها ومجاورتها لمستوطنات يهودية كـ«جفعات عادة» و«كفار جليكسون». وأيضًا بحكم العلاقات الجيدة التي ربطت بعض سكان كفر قرع بالمستوطنات اليهودية والأشخاص العاملين فيها.

### النكبة ودولة إسرائيل
مع اشتداد الصدامات بعد صدور قرار التقسيم عام 1947 اهتم رجال الوكالة اليهودية والهاجاناه أن يكون لهم مصدر معلوماتي داخلي يزودهم بالمعلومات عن تحركات الطرف العربي على طول جبهة وادي عارة. وفي 8 أيار 1948 قامت الهاجاناه بشن هجوم على القرية من جهة «المقايل» غربًا و«العرق» جنوبًا. وقد كان المدافعون من أهل القرية فقط وكانت بحوزتهم قرابة الخمسون بندقية مختلفات الطراز.
قاوم أهل القرية أكثر من ساعة ولكن القوات المهاجمة استطاعت دخولها والسيطرة على بعض النقاط الإستراتيجية فيها. عندها بدأ الأهالي بمغادرتها، حيث كانت أول حارة غادر أهلها حارة الزحالقة التي تعرضت للهجوم الأول. حيث تم إخلاء النساء والأطفال والعزل من السلاح وبعدها تم إخلاء القرية تمامًا إلا من المقاتلين. ثم بدأت الفزعات بالوصول من القرى المجاورة وقد كان معهم ثلاثة من جنود جيش الإنقاذ الذين أحضروا معهم مدفعًا رشاشًا من طراز برن. جاءت الفزعات من القرى: عارة، عرعرة، برطعة، يعبد وأم الفحم بعد ساعتين من بدء العملية.
وقد فاجأت الفزعات اليهود فانسحبوا بعدما نسفوا ثلاثة بيوت. بعد ذلك بيوم رجع السكان إلى القرية، وأخذوا أغراضهم وتشتتوا. كان عدد القتلى 11 قتيل وثلاثة جرحى. وفي 10 أيار 1948بدأ لجوء سكان كفر قرع إلى القرى المجاورة: عارة، عرعرة، برطعة، طورة، يعبد وأماكن أخرى، واستمرت حتى 12 نيسان 1949 حيث دام تهجيرهم 11 شهرًا. وقد عادوا قبل تسليم القرية لإسرائيل بمقتضى إتفاقية رودس بين الأردن وإسرائيل الذي جرى في 19 أيار 1949.

## الجغرافيا
يبلغ متوسط ارتفاع قرية كفر قرع 200-140 متر فوق مستوى سطح البحر. كما وتبعد حوالي9 كم غرب مدينة أم الفحم وحوالي 20كم شرق مدينة الخضيرة.

## السكان
كان في كفر قرع عام 1922 785 نسمة، وفي عام 1931 بلغوا 1,109 نسمة؛ منهم 544 ذكرًا و 565 أنثى ولهم 198 بيتًا، مسلمون وبينهم فقط 3 من المسيحيين ومسيحية واحدة. وفي عام 1945 ارتفع عددهم إلى 1,510 نسمة من المسلمين. كان بها في 31 كانون الأول 1949م 1,717 عربيًّا. أمّا التّعداد السّكانيّ بحسب دائرة الاحصاء المركزيّة لعام 2021 هو 19,691 نسمة، منهم 9,972 رجال و 9,719 من النّساء، جميعهم مسلمون. مؤشّر الخصوبة 2.35، أمّا الهجرة الايجابيّة من القرية 82. متوسّط الدّخل الشّهريّ للرجال 8,911 شيكل والنّساء 5,886.

المصدر: مكتب الإحصاء المركزي.

## الرياضة
لدى كفر قرع تاريخ رياضي جيد، وخصوصًا في كرة القدم، حيث يوجد فيها فريقان تابعان للقرية وهما: «مكابي كفر قرع» والذي يلعب بالدرجة الثانية بعد هبوطه من الأولى. و«هبوعيل كفر قرع» الذي أُعيد تأسيسه عام 2010 ويلعب حاليًا بالدرجة الثالثة. في عام 2014 اتحد الفريقان وأصبح لكفر قرع فريق واحد اسمه اتحاد أبناء كفرقرع يلعب بالدرجة الثانية شمال ب.

## العمارة والتخطيط الحضري

### الأحياء

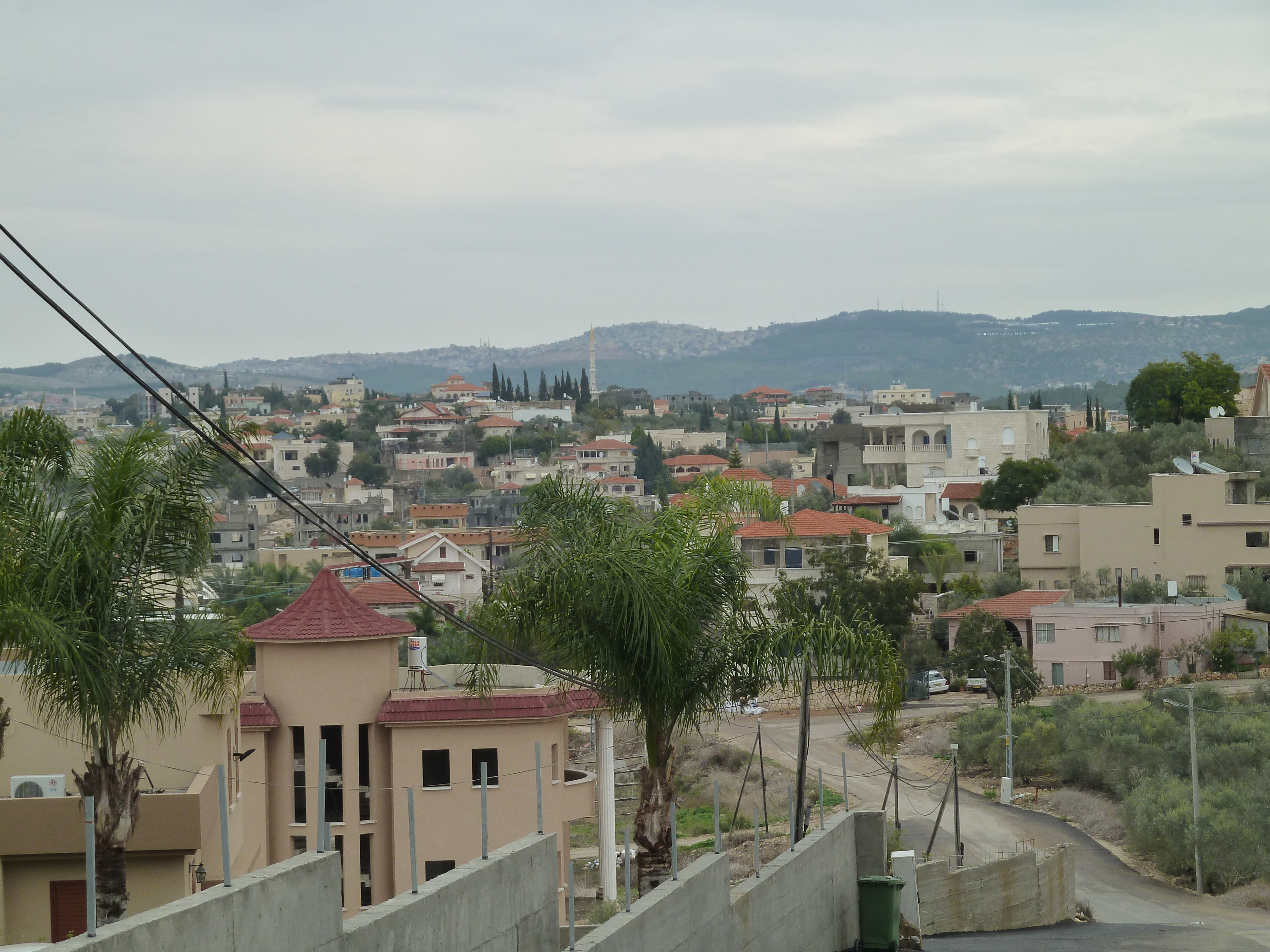
أحد أحياء القرية، وتظهر في الخلفية مدينة أم الفحم

تنقسم قرية كفر قرع إلى العديد من الأحياء وهي:
| - البير - العرق - ستالين - الحوارنة - الصندحاوي | - النزلة - النزازة - خلة الصقيع - صدر العروس - الجولان الغربي | - المفاحر - الغزيليين - القرية التعليمية - البلدة القديمة - البريد - القطاين |

### المساجد

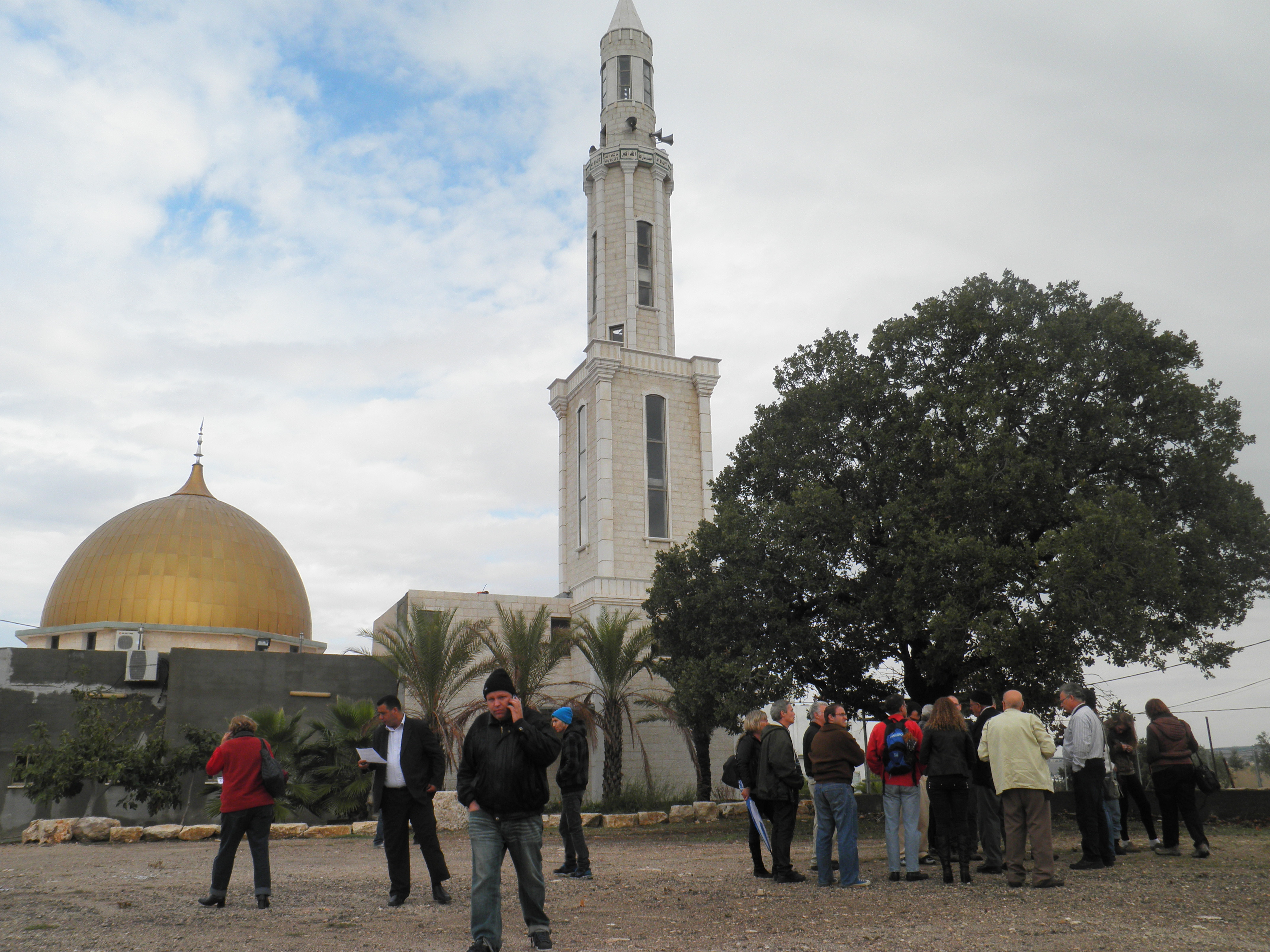
أحد مساجد القرية

تحوي كفر قرع على ثمانية مساجد وهي:
| - مسجد قباء - مسجد النور - مسجد الحوارنة - مسجد الصندحاوي | - مسجد نداء الحق - مسجد فاطمة الزهراء - مسجد عمر بن الخطاب - مسجد أبو بكر الصديق |

### المؤسسات

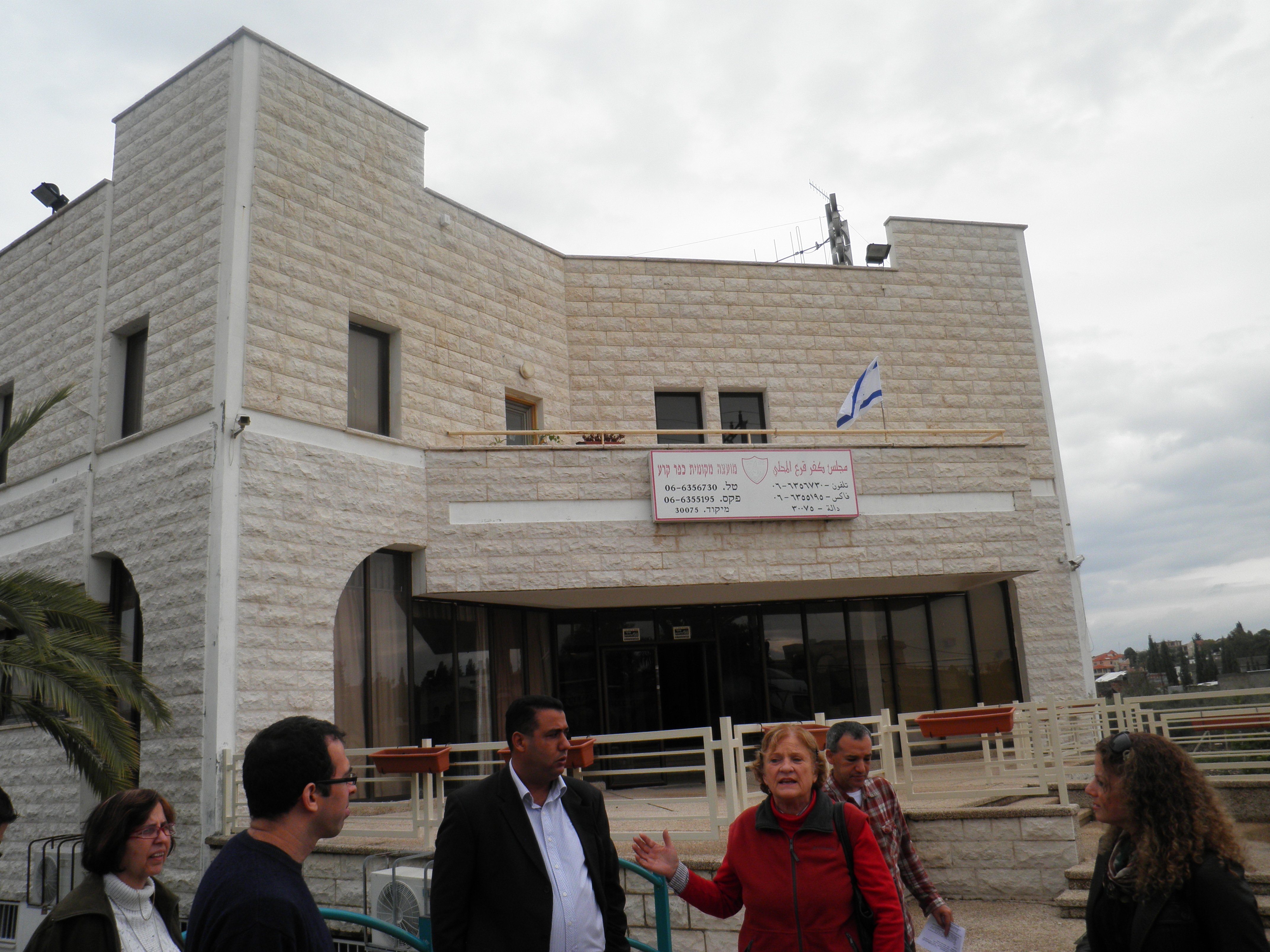
بلدية كفر قرع (المجلس سابقًا)

تنتشر في القرية العديد من المؤسسات وأبرزها:
| - مؤسسة القلم - مركز المسنين - مركز الثقافي "متناس" - مركزا التأهيل المهني | - جمعية الشفاعة - جمعية إحسان للشبيبة - جمعية ومركز الزهراوي - مؤسسة رند للطفولة المبكرة |

## التعليم
تتميز كفر قرع بنسبةٍ عالية من الأكاديميين الجامعيين الذين تخرّجوا من مختلف الجامعات في البلاد أو خارجها. كما تفوق فيها نسبة الأطباء أي بلدة عربية أخرى، حسب نتائج إحصائيات يديعوت أحرونوت عام 2010. وكذلك نسبة الحاصلين على شهادة البجروت هي 85.5% حسب نتائج عام 2010. أمّا بحسب دائرة الإحصاء المركزية لعام 2021 فقد بلغت نسبة استحقاق البجروت 73.0، ونسبة الطّلاب المنخرطين في التّعليم الأكاديمي 2.9. 
بمُبادرةٍ من جمعيّة الزهراوي ومجموعة تضمّ باحثين وأكاديميين من كفر قرع والمنطقة؛ أقيم «مركز أبحاث المثلث» في القرية. وهو مركز يقوم بتطوير وتشجيع البحث العلمي في منطقة المثلث من أم الفحم شمالًا وحتى كفر قاسم جنوبًا.
تحوي كفر قرع على ست ابتدائيات وثلاث إعداديات وخمس ثانويات. وفيها مركزًا للموهوبين لطلاب، وأكثر من 10 روضات حكومية، وما يزيد عن 10 صفوف للبساتين.

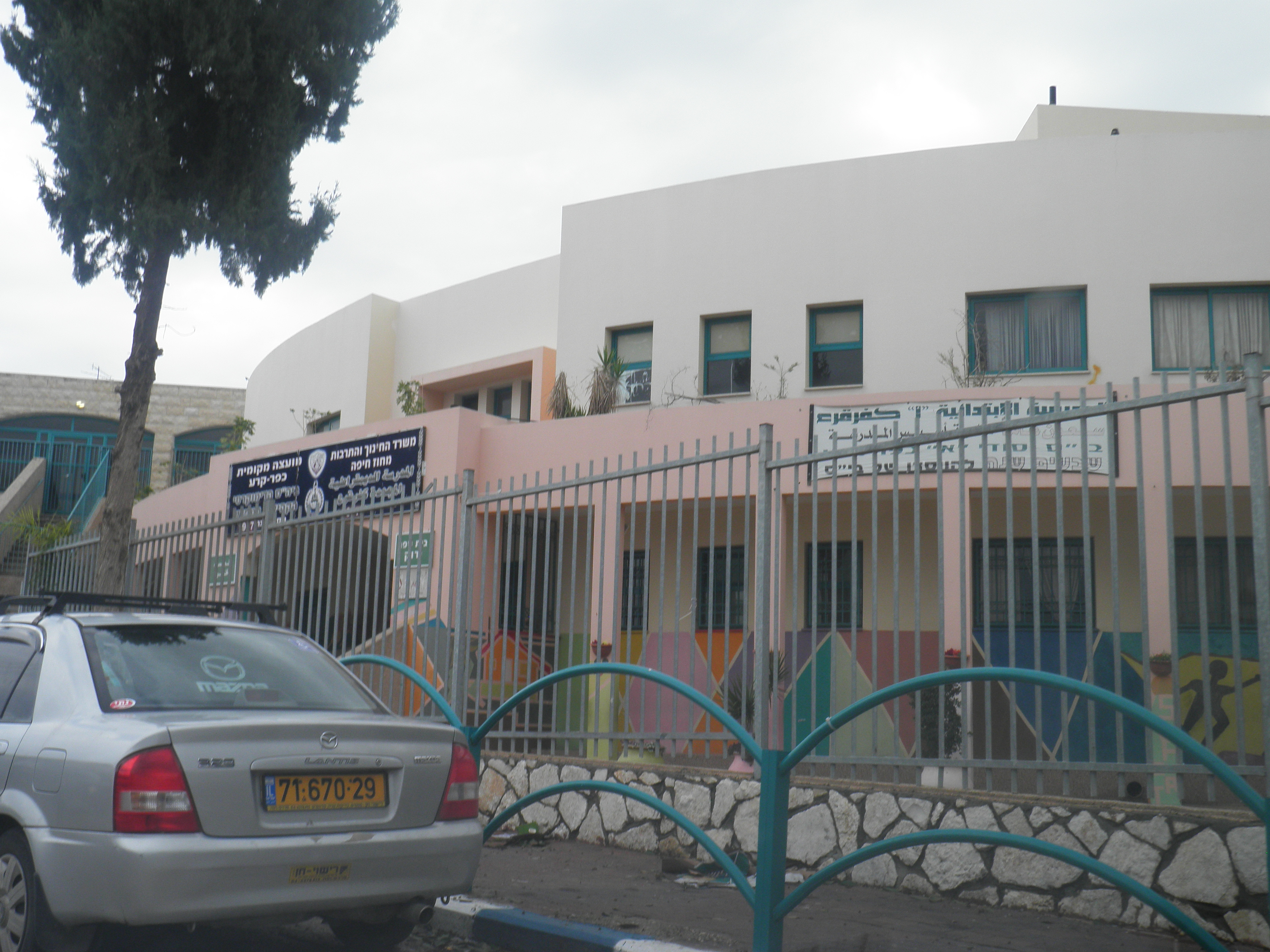
المدرسة الابتدائية "أ" (الديمقراطية المتجددة).

المدارس الابتدائية

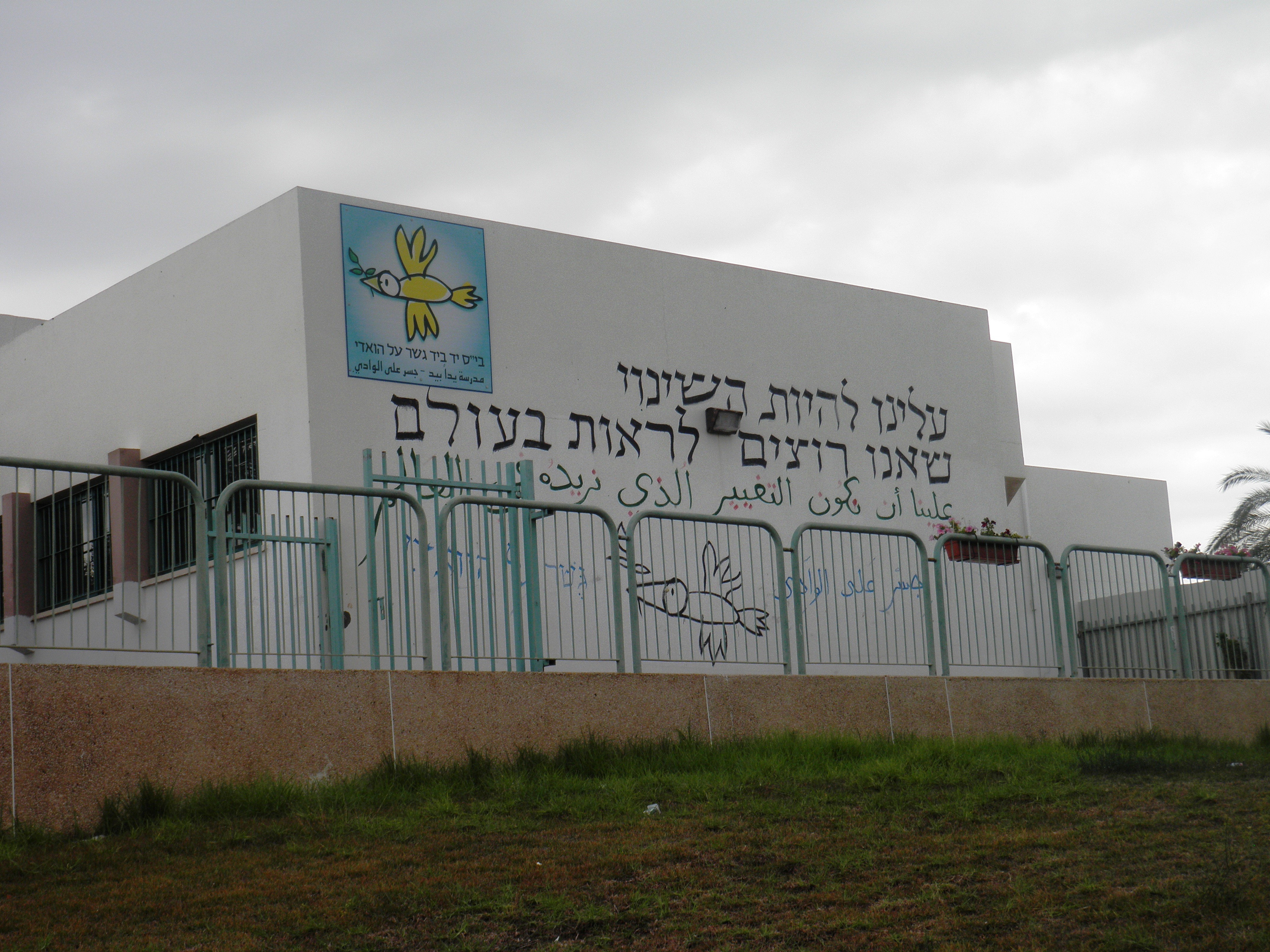
المدرسة الابتدائية يدًا بيد - جسر على الوادي، (اليهودية العربية ثنائية اللغة والقومية).

- الابتدائية «أ» الديمقراطية المتجددة
- الابتدائية «ب» الحكيم
- الابتدائية «ج» المستقبل
- الابتدائية «د» الحوارنة
- ابتدائية يدًا بيد - جسر على الوادي، (اليهودية العربية ثنائية اللغة والقومية)
- ابتدائية النهضة العلمية الأهلية الإنجليزية

المدارس الإعداديّة
- الإعدادية «أ» ابن سينا
- الإعدادية «ب» السلام
- إعدادية النهضة الأهلية

المدارس الثانويّة
- ثانوية النهضة الأهلية
- ثانوية كفر قرع الشاملة
- ثانوية ابن النفيس التكنولوجية
- ثانوية نعمت التكنولوجية
- ثانوية العطاء

## الإدارة
تأسس مجلس كفر قرع المحلي في 1 أيلول 1958م وفي عام 1960 أُجريت أول انتخابات في السلطة المحلية. بُني المبنى الحالي للمجلس في عام 1988م. ويبلغ عدد أعضائه نحو 11 عضوًا.

## وصلات خارجية
- الموقع الرسمي